# تايلور ماكنزي (لاعب كرة قدم)
تايلور ماكنزي (بالإنجليزية: Taylor McKenzie)‏ (30 مايو 1994 بمنطقة أنفيلد في المملكة المتحدة - ) هو لاعب كرة قدم بريطاني في مركز الدفاع. لعب مع نوتس كاونتي ونادي غاينسبورو ترينيتي.

## وصلات خارجية
- تايلور ماكنزي على موقع قاعدة بيانات كرة القدم.إي يو (الإنجليزية)
- تايلور ماكنزي على موقع Soccerbase.com (لاعب) (الإنجليزية)
- تايلور ماكنزي على موقع Soccerway.com (الإنجليزية)